# 高德線
高德線（日语：／ Kōtoku sen */?）是一條由四國旅客鐵道（JR四國）營運的鐵道路線。高德線自香川縣高松市高松車站開始，經德島縣鳴門市池谷車站，連接德島縣德島市德島車站，路線代碼為「T」。
在日本國有鐵道（日本國鐵）時代，此線被稱為高德本線。國鐵分割民營化後，接手經營的JR四國於1988年將路線更名為現稱高德線。

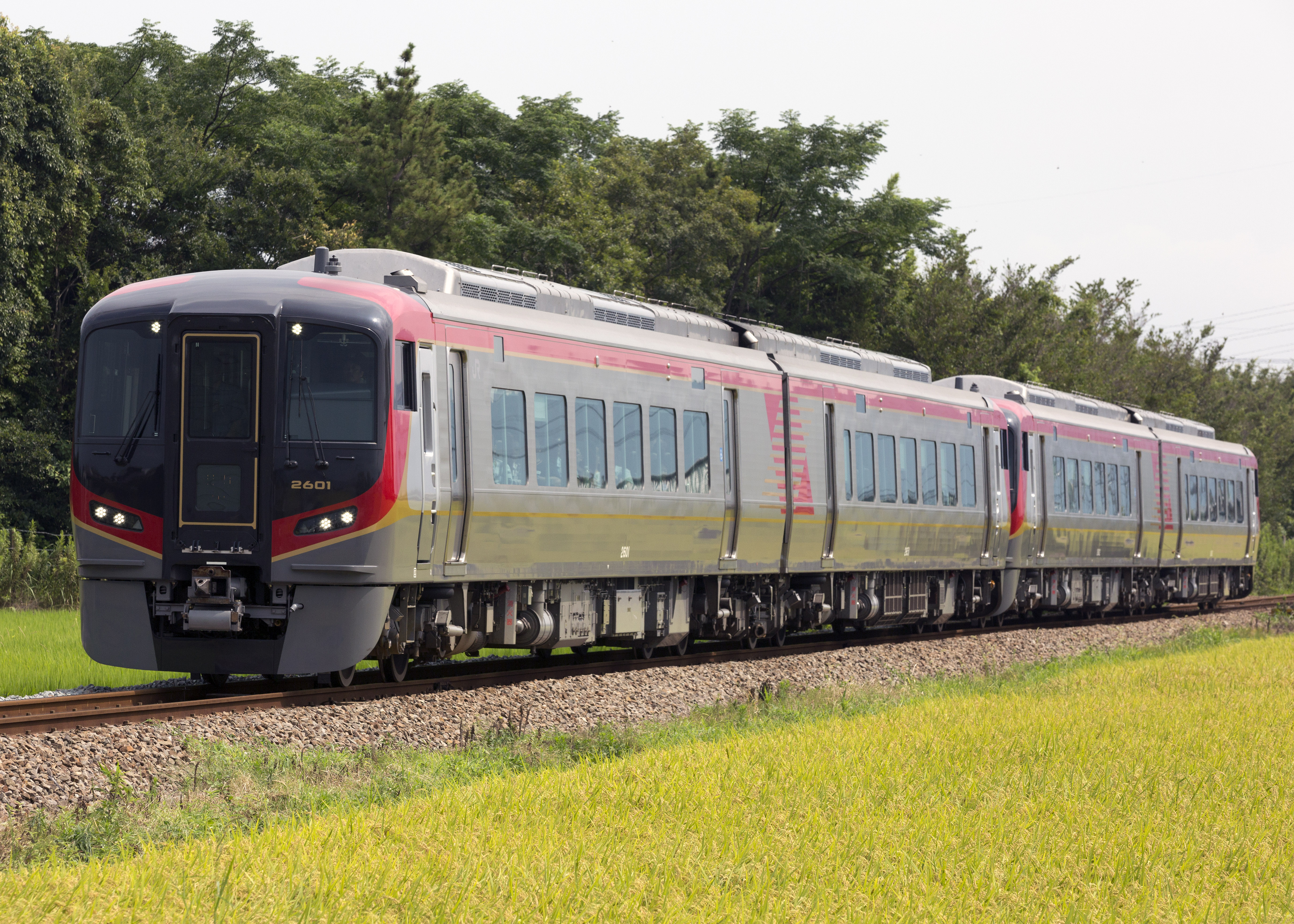
吉成站至勝瑞站間的JR四國2600系柴聯車 (2017年8月)

## 簡介
高德線是連接四國島東部海岸城市的主要鐵路幹線。它與予讚線及土讚線並稱為四國島內各都市間輸送的重要路線。1990年代進行高速化改善工程後節省了行車時間，亦允許能使用速度較快的振子列車行駛特急班次。而最高速度則能提昇至每小時130公里。現時，高德線設有普通列車及特急列車「渦潮」（うずしお）兩種等級的列車行走。
高德線是現時日本國內非電氣化路段中班次最頻密的。一直以來，民間都有要求JR四國應盡快為島內的幹線進行電化工程。2003年更曾為高德線進行過電化計劃諮詢和檢討，但並未有具體化的計劃可以落實。未能得出結論的原因有幾個：首先是JR四國是JR集團的七家公司之中，經濟基礎最薄弱的一個，電化工程所需要的成本及日後的保養、維修費用繁重；另外，高德線內的隧道路段雖然並不多，但由於現有隧道斷面較小，如需安裝電車線，需要擴大隧道斷面，工程成本增加。計算之下，並不符合成本效益。
在2006年，JR四國在國土交通省的交通體系分科會的地域公共交通部會提交了資料，指出長遠來說將會依照現實情形，認真考慮為高德線以直流電進行電氣化的可能，並作出相應的投資安排。

## 路線資料
- 管轄（事業類別）：四國旅客鐵道（第一種鐵道事業者）
- 路線距離（營業距離）：74.5公里
- 軌距：1067毫米
- 站數：29個（包括起終點站）
  - 若只限屬於高德線的車站，排除高松站（屬於予讚線[2]）與佐古駅（徳島線所属[2]）則為27個。但是，根據國鐵分割民營化時當時的運輸省提出的事業基本計劃，佐古站的所在地不是德島本線（當時）而是高德本線（當時）一方[2]。若跟從基本計劃的記述將佐古站視為高德線車站，屬於高徳線的車站有28個。
- 複線路段：佐古站－德島站間（運用上該路段與德島線是單線並列（日语：単線並列），亦即雖有兩線軌道，但並非如同「雙單線」情形為兩線各自獨立運行，而是同一閉塞區間內兩線的列車均向同一方向運行。）
- 電氣化路段：沒有（全線非電氣化（日语：非電化））
- 閉塞方式：
  - 單線自動閉塞式（高松站－屋島站間、勝瑞站－德島站間）
  - 自動閉塞式（特殊）（屋島站－勝瑞站間）
- 最高速度：130公里/小時
- 最大坡度：25‰（讚岐相生站－阿波大宮站間）
- 指令所：高松指令所

## 運行模式
行走全區間的特急列車「渦潮」現時每天共開出17個下行及16個上行班次，當中1個來回班次更會經瀨戶大橋伸延至本州的岡山站，平均每小時開出1班。
至於普通列車，雖然亦有行走全區間，甚至伸延至牟岐線的阿南及牟岐的班次，但每天所開出的班次並不多；主要都是以香川縣或德島縣內行走的區間車為主。由高松開出的，會以橘鎮、三本松及引田為總站；而由德島開出的，則以板野或直通鳴門線的鳴門為終點站。至於位處兩縣的邊界站，由於需穿越大坂峠的多彎路段，加上本身客量稀少，因此班次也是全線中最少的。
在2006年6月1日至11月30日（阿波踊期間除外）的平日，曾開設上行由德島開往鳴門的快速列車「鳴門金時Liner」，在高德線路段皆不停站，乘客並需另購整理卷，但因反應一般，只推行了一年便遭取消。

## 使用車輛

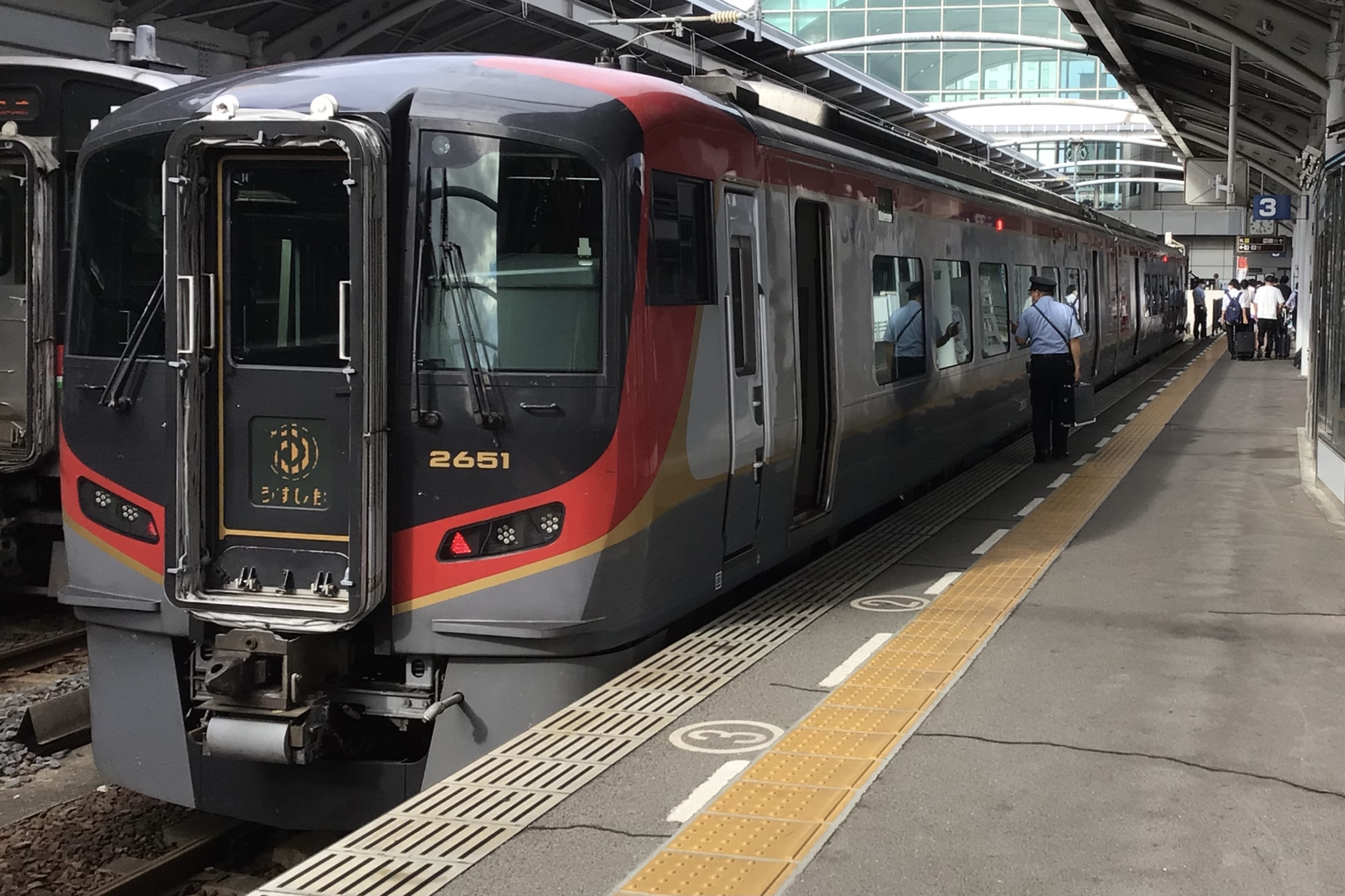
高德線上的2600系特急列車「渦潮號」

- 特急列車

- N2000系
- 2600系
- 2700系
- Kiha185系

- 普通列車

- 1000型
- 1200型（由1000型改造）
- 1500型

## 車站列表
以下行（高松站→德島站）方向記述。
- 普通列車停靠所有車站。特急列車的停靠站參見「渦潮號列車」。
- 軌道（全線單線） … ◇、∨、∧：可列車交會（佐古站－德島站間單線並列），｜：不可列車交會

| 車站編號 | 中文站名     | 日文站名 | 英文站名 | 站間營業距離 | 累計營業距離 | 接續路線                                                               | 軌道 | 所在地 | 所在地       |
| -------- | ------------ | -------- | -------- | ------------ | ------------ | ---------------------------------------------------------------------- | ---- | ------ | ------------ |
| T28      | 高松         |          |          | -            | 0.0          | 四國旅客鐵道：予讚線、瀨戶大橋線 高松琴平電氣鐵道：琴平線 （高松築港） | ∨    | 香川縣 | 高松市       |
| T27      | 昭和町       |          |          | 1.5          | 1.5          |                                                                        | ｜   | 香川縣 | 高松市       |
| T26      | 栗林公園北口 |          |          | 1.7          | 3.2          |                                                                        | ｜   | 香川縣 | 高松市       |
| T25      | 栗林         |          |          | 1.1          | 4.3          |                                                                        | ◇    | 香川縣 | 高松市       |
| T24      | 木太町       |          |          | 2.4          | 6.7          |                                                                        | ｜   | 香川縣 | 高松市       |
| T23      | 屋島         |          |          | 2.8          | 9.5          |                                                                        | ◇    | 香川縣 | 高松市       |
| T22      | 古高松南     |          |          | 1.3          | 10.8         |                                                                        | ｜   | 香川縣 | 高松市       |
| T21      | 八栗口       |          |          | 1.5          | 12.3         |                                                                        | ◇    | 香川縣 | 高松市       |
| T20      | 讚岐牟禮     |          |          | 1.1          | 13.4         | 高松琴平電氣鐵道：志度線 （八栗新道）                                  | ｜   | 香川縣 | 高松市       |
| T19      | 志度         |          |          | 2.9          | 16.3         | 高松琴平電氣鐵道：志度線 （琴電志度）                                  | ◇    | 香川縣 | 讚岐市       |
| T18      | 橘鎮         |          |          | 2.6          | 18.9         |                                                                        | ◇    | 香川縣 | 讚岐市       |
| T17      | 造田         |          |          | 2.4          | 21.3         |                                                                        | ◇    | 香川縣 | 讚岐市       |
| T16      | 神前         |          |          | 2.1          | 23.4         |                                                                        | ｜   | 香川縣 | 讚岐市       |
| T15      | 讚岐津田     |          |          | 4.3          | 27.7         |                                                                        | ◇    | 香川縣 | 讚岐市       |
| T14      | 鶴羽         |          |          | 2.7          | 30.4         |                                                                        | ◇    | 香川縣 | 讚岐市       |
| T13      | 丹生         |          |          | 4.0          | 34.4         |                                                                        | ◇    | 香川縣 | 東香川市     |
| T12      | 三本松       |          |          | 3.2          | 37.6         |                                                                        | ◇    | 香川縣 | 東香川市     |
| T11      | 讚岐白鳥     |          |          | 3.1          | 40.7         |                                                                        | ◇    | 香川縣 | 東香川市     |
| T10      | 引田         |          |          | 4.4          | 45.1         |                                                                        | ◇    | 香川縣 | 東香川市     |
| T09      | 讚岐相生     |          |          | 2.5          | 47.6         |                                                                        | ◇    | 香川縣 | 東香川市     |
| T08      | 阿波大宮     |          |          | 5.6          | 53.2         |                                                                        | ◇    | 德島縣 | 板野郡板野町 |
| T07      | 板野         |          |          | 4.8          | 58.0         |                                                                        | ◇    | 德島縣 | 板野郡板野町 |
| T06      | 阿波川端     |          |          | 1.8          | 59.8         |                                                                        | ｜   | 德島縣 | 板野郡板野町 |
| T05      | 板東         |          |          | 2.3          | 62.1         |                                                                        | ◇    | 德島縣 | 鳴門市       |
| T04      | 池谷         |          |          | 2.1          | 64.2         | 四國旅客鐵道：鳴門線                                                   | ◇    | 德島縣 | 鳴門市       |
| T03      | 勝瑞         |          |          | 2.7          | 66.9         |                                                                        | ◇    | 德島縣 | 板野郡藍住町 |
| T02      | 吉成         |          |          | 1.3          | 68.2         |                                                                        | ◇    | 德島縣 | 德島市       |
| T01      | 佐古         |          |          | 4.9          | 73.1         | 四國旅客鐵道：德島線                                                   | ∧    | 德島縣 | 德島市       |
| T00      | 德島         |          |          | 1.4          | 74.5         | 四國旅客鐵道：牟岐線                                                   | ∨    | 德島縣 | 德島市       |

1. ↑  鳴門線的列車除一部分列車外直通至德島站
2. ↑  德島線列車全部直通至德島站

- 讚岐相生－阿波大宮間通過德島縣鳴門市，勝瑞－吉成間通過德島縣板野郡北島町，但在路段內不設站。

### 廢除路段
吉成站－中原站－古川站　1935年3月20日廢除

### 廢站
廢除路段的車站除外。
- 阿波市場站（日语：阿波市場駅）：1916年7月1日開業，休止時期不明，1971年4月1日廢除，池谷－勝瑞間。

### 過去的接續路線
- 板野站：鍛冶屋原線